# 7521-es mellékút (Magyarország)
A 7521-es számú mellékút egy három és fél kilométer hosszú, négy számjegyű országos közút Zala vármegyében. A fürdővárosként rendkívül népszerű idegenforgalmi célpont Zalakaros elérését biztosítja délkeleti szomszédja, Zalakomár irányából.

## Nyomvonala
A 7511-es útból ágazik ki, annak 1,100-as kilométerszelvénye közelében, Zalakomár külterületén. Nyugat-északnyugat felé indul, 1,2 kilométer után elhalad a zalakarosi repülőtér mellett (amely egyébként még zalakomári területen helyezkedik el), majd 1,4 kilométer után átlép Zalakaros területére. Rögtön utána elhalad Újmajor településrész házai mellett azoktól északra, majd a 2,400-as kilométerszelvénye közelében az Újfalu településrészt éri el. A 3,250-es kilométerszelvényénél lép be a város házai közé, ott a Zrínyi Miklós utca nevet veszi fel. A Galambok-Zalaapáti között húzódó 7522-es útba torkollva ér véget, annak 4,400-as kilométerszelvényénél, Zalakaros belterületének központjában, a fürdőteleptől északra.
Teljes hossza, az országos közutak térképes nyilvántartását szolgáló kira.gov.hu adatbázisa szerint 3,506 kilométer.